# کتابخانه عمومی هیوستون
کتابخانه عمومی هیوستون (به انگلیسی: Houston Public Library) سیستم کتابخانه های عمومی شهر هیوستون در تگزاس در ایالات متحده آمریکا است که در سال ۱۸۵۴ با ۸۰۰ کتاب تاسیس شد.
کتابخانه عمومی هیوستون امروزه یک شعبه مرکزی و ۳۶ شعبه ناحیه‌ای دارد.
این کتابخانه در مجموع ۳.۹۵۱.۰۳۵ کتاب دارد که این موسسه را به یکی از بزرگترین مخازن کتب کشور تبدیل کرده است.

## نگارخانه

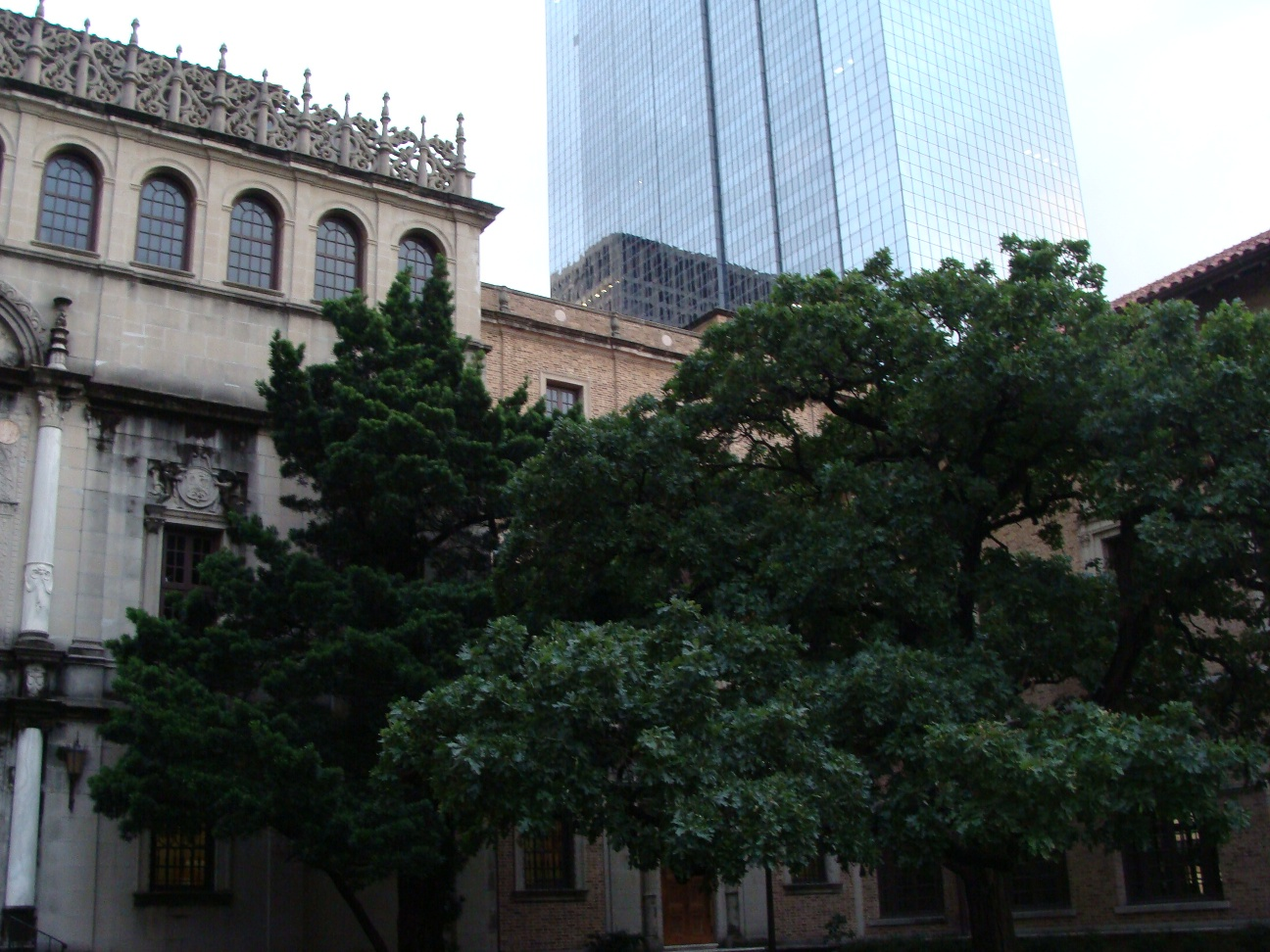
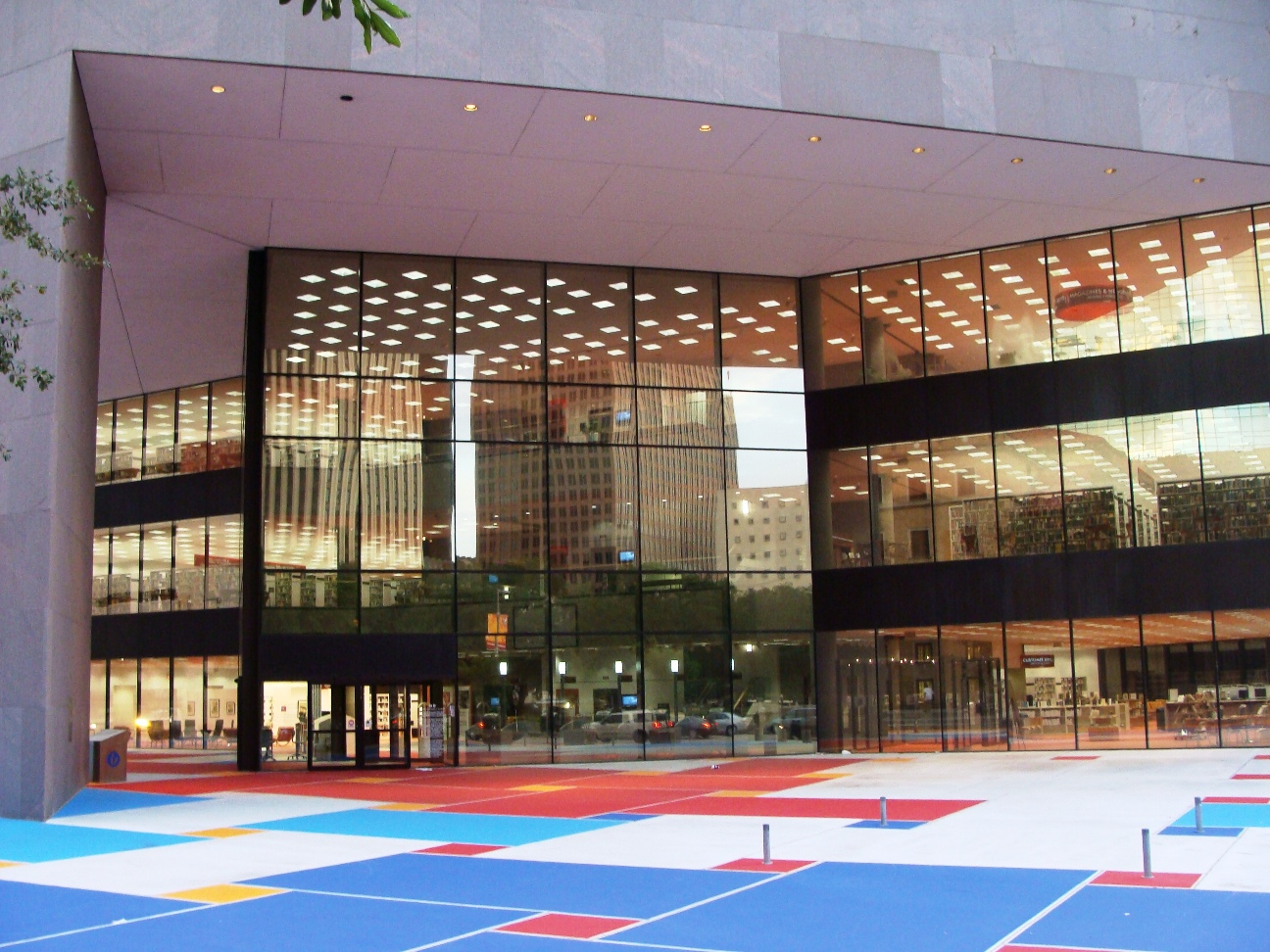
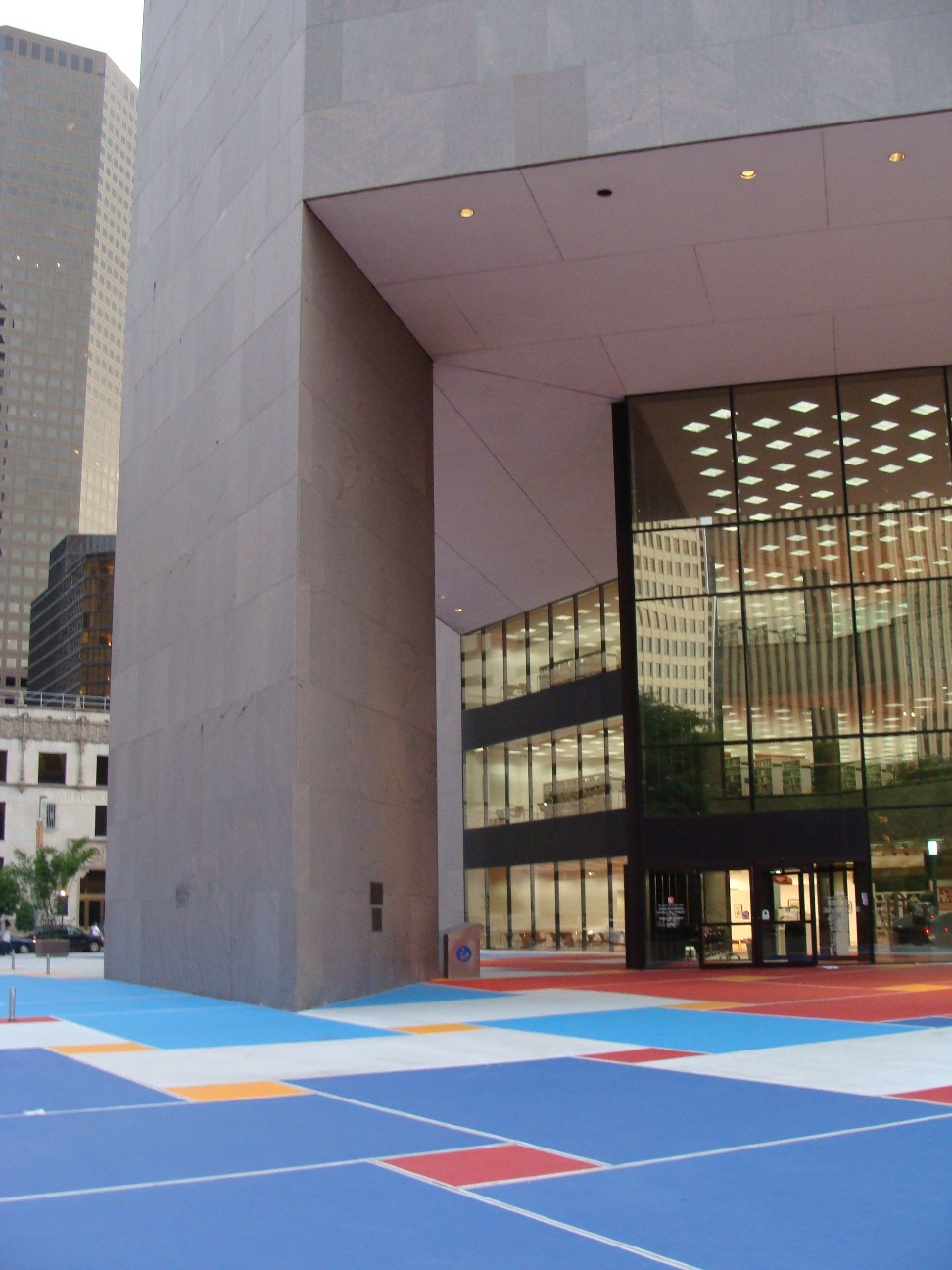
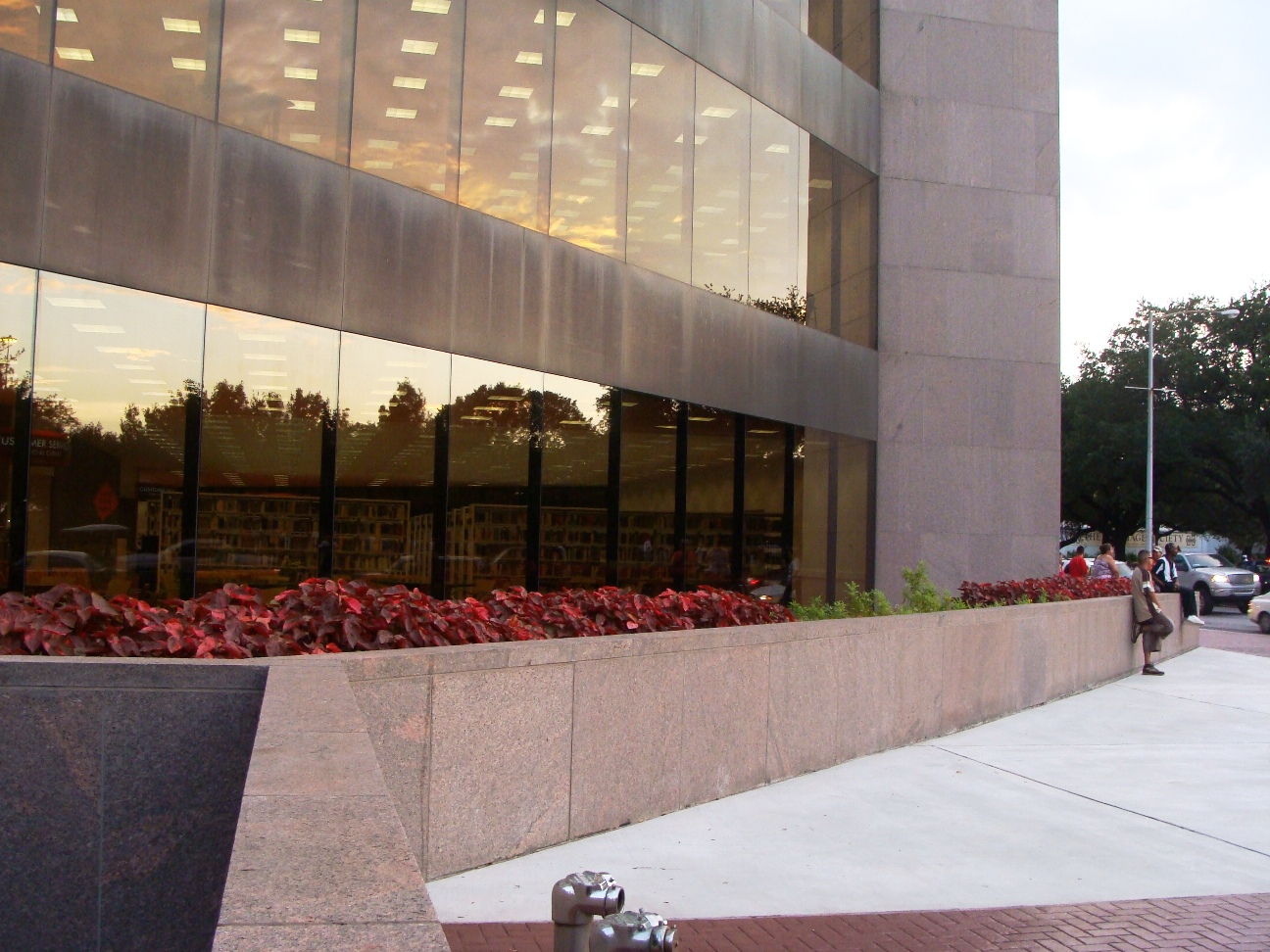